# Magehorn
Magehorn är en bergstopp i Schweiz.   Den ligger i distriktet Brig och kantonen Valais, i den södra delen av landet, 90 km sydost om huvudstaden Bern. Toppen på Magehorn är 2 621 meter över havet, eller 184 meter över den omgivande terrängen. Bredden vid basen är 0,93 km.
Terrängen runt Magehorn är huvudsakligen bergig, men den allra närmaste omgivningen är kuperad. Närmaste större samhälle är Brig, 9,2 km norr om Magehorn. 
Trakten runt Magehorn består i huvudsak av gräsmarker. Trakten runt Magehorn är nära nog obefolkad, med mindre än två invånare per kvadratkilometer.